# Pesa Acatus
Pesa Acatus (łac. łódź) – normalnotorowy elektryczny zespół trakcyjny wyprodukowany w jednym egzemplarzu w zakładach Pesa w Bydgoszczy w 2006 specjalnie dla urzędu marszałkowskiego województwa łódzkiego. W czasie jazd próbnych był to pojazd czteroczłonowy (seria ED74, typ zespołu 16WE, typ członów 310Ba+411Ba+411Bb+310Bb), a eksploatowany jest w wersji trójczłonowej (seria ED59, typ 15WE).
W 2004 rozpoczęto projektowanie pojazdu, a rok później został on zaoferowany w przetargu i następnie zamówiony. W kwietniu 2006 ukończono produkcję pociągu, który przez cały ten miesiąc był testowany w celu dopuszczenia do ruchu. 29 maja 2006 w Łodzi miała miejsce oficjalna prezentacja zespołu połączona z przejazdem inauguracyjnym. W 2011 jednostka została odstawiona i oczekiwała naprawy rewizyjnej, która ostatecznie została wykonana w okresie od grudnia 2013 do czerwca 2014. W 2016 pojazd sprawny technicznie został odstawiony ze względu na wygaśnięcie dopuszczenia do ruchu.
W 2007 powstała wersja rozwojowa pojazdu o nazwie Bydgostia. W 2010 producent zbudował także model Acatus II, a w 2014 rodzinę Acatus Plus, jednak do Acatusa nawiązują one tylko nazwą.

## Historia

### Geneza
Po II wojnie światowej elektryczne zespoły trakcyjne produkowane były aż do 1997 tylko przez Pafawag z Wrocławia. Był on producentem m.in. najpopularniejszego w Polsce EZT serii EN57. Zakład po prywatyzacji w latach 90. zaprzestał produkcji pojazdów tego rodzaju, a ostatnim wyprodukowanym zespołem był ED73 z 1997. Polskie Koleje Państwowe zakończyły wówczas zamówienia na nowy tabor, w tym na EZT.
Od końca lat 80. PKP, a od początku XXI w. również samorządy, kupowały głównie wagony spalinowe i spalinowe zespoły trakcyjne, gdyż w obsłudze linii niezelektryfikowanych dominowały paliwożerne lokomotywy. Pozwoliło to polskim producentom oraz przewoźnikom na zebranie doświadczenia w produkcji i eksploatacji lekkiego taboru. Dodatkowo modernizowano posiadane przez polskich przewoźników zespoły trakcyjne serii EN57.
Na początku XXI w. na polskich torach zaczęły pojawiać się elektryczne zespoły trakcyjne nowych producentów, takich jak Pesa Bydgoszcz, Newag i Stadler. Pesa, po głębokiej restrukturyzacji w 1998, zajęła się w 2001 produkcją szynobusów, jednak w 2004 podjęła się także zbudowania pierwszego EZT – 13WE (EN95) dla Warszawskiej Kolei Dojazdowej przystosowanego do napięcia 600 V DC. Pomimo planów zakupu 10 sztuk tych pojazdów, produkcja została zakończona po jednym egzemplarzu.
W 2005 urząd marszałkowski województwa łódzkiego ogłosił przetarg na dostawę jednego trójczłonowego EZT. W postępowaniu tym wzięły udział zakłady Newag i Pesa, a ostatecznie za korzystniejszą została uznana propozycja Pesy. Tym samym było to pierwsze zamówienie Pesy na EZT przystosowany do napięcia 3000 V DC.

### Realizacja zamówienia

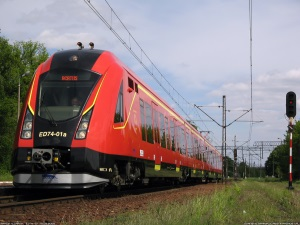
ED74-01 podczas testów

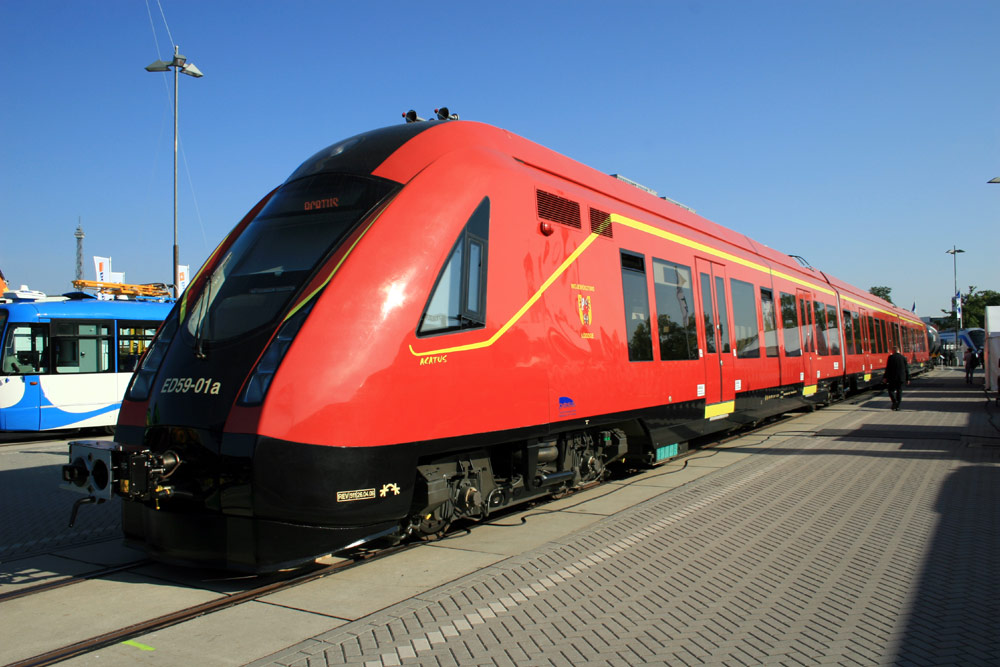
ED59-01 na targach InnoTrans 2006

26 maja 2005 podpisana została umowa na dostawę pojazdu, która miała zostać zrealizowana do kwietnia 2006. Wcześniej, bo już w 2004, przystąpiono do projektowania tego składu. Zadanie opracowania kompleksowej koncepcji jednostki otrzymała pracownia Marad Design. W projektowaniu pociągu wzięli udział: Marek Adamczewski, Jacek Poćwiardowski, Jakub Gołębiewski, Mariusz Gorczyński i Barbara Kusz-Hallmann. 6 września zespół projektantów otrzymał od producenta warunki techniczne, które przez kilka kolejnych miesięcy wyjaśniano, precyzowano i uzupełniano. 4 lutego 2005 zaprezentowane zostały projekty koncepcyjne, spośród których w kwietniu Pesa wybrała jeden do dalszego rozwoju. Wówczas rozpoczęto tworzenie m.in. dokumentacji, wizualizacji i rysunków. Etap ten ukończono w sierpniu, a we wrześniu Marad Design i Pesa efekty dotychczasowej pracy zaprezentowały zamawiającemu. Po uzgodnieniach przystąpiono do tworzenia ostatecznego projektu. W listopadzie 2005 zakończono prace dotyczące wzornictwa, zaś ostatnie ustalenia związane z wyposażeniem wnętrza miały miejsce w lutym 2006. Szkielet nadwozia został wykonany w Sanoku przez Autosan.
Mimo że zamówiona została jednostka trójczłonowa, Pesa pierwotnie wykonała na własny koszt skład czteroczłonowy. Celem tego działania była możliwość przeprowadzenia testów związanych z następnym zamówieniem na czteroczłonowe EZT dla PKP Przewozów Regionalnych i równoczesne zmniejszenie kosztów uzyskania homologacji dla pojazdów z obydwu tych zamówień. Podczas testów prototypowa czteroczłonowa jednostka typu 16WE nosiła oznaczenie ED74-01.
1 kwietnia 2006 pojazd został ukończony i odbyła się jego pierwsza jazda próbna na trasie z Bydgoszczy Głównej do Laskowic Pomorskich. 3 kwietnia na tej samej trasie pojazd osiągnął prędkość 120 km/h, a dwa dni później skład pojechał na tor doświadczalny CNTK w Węglewie koło Żmigrodu. Na miejsce dotarł 7 kwietnia i wówczas rozpoczęto dalsze badania homologacyjne. 21 kwietnia odbyły się tam testy połączone z prezentacją jednostki, a 28 kwietnia w czasie prób na CMK osiągnięto prędkość 175 km/h. 30 maja Urząd Transportu Kolejowego wydał dopuszczenie do eksploatacji dla pojazdu zarówno w wersji trój-, jak i czteroczłonowej.
Przed przekazaniem jednostki Łódzkiemu Zakładowi Przewozów Regionalnych odłączono jeden z dwóch środkowych członów i zmieniono oznaczenie pojazdu z ED74-01 na ED59-01. 29 maja 2006 miała miejsce oficjalna prezentacja Acatusa na dworcu Łódź Fabryczna, po której odbyła się jazda inauguracyjna do Koluszek. 
Od 19 do 22 września 2006 natomiast jednostka była prezentowana na targach InnoTrans w Berlinie.

### Następca i inne Acatusy
W 2007 powstała wersja rozwojowa Acatusa oznaczona jako 16WEk Bydgostia. Pierwszy egzemplarz otrzymał oznaczenie ED74-001, które nosił podczas jazd testowych czteroczłonowy 16WE Acatus.
W 2010 producent przygotował pojazd Acatus II, a w 2014 Acatus Plus, jednak do Acatusa nawiązują one tylko nazwą, gdyż są to uboższe wersje modelu Elf.

## Konstrukcja
Elektryczny zespół trakcyjny typu 15WE to trójczłonowy, jednoprzestrzenny skład przeznaczony do obsługi regionalnych przewozów pasażerskich na liniach zelektryfikowanych zasilanych napięciem 3000 V DC. W trakcie testów był to czteroczłonowy zespół typu 16WE składający się z wagonów typów 310Ba+411Ba+411Bb+310Bb. Jednostce nadano również nazwę handlową Acatus, co po łacinie znaczy łódź. Producent oszacował trwałość tego pojazdu na około 30 lat eksploatacji.

### Nadwozie
Pudło zostało wykonane jako spawane z kształtowników stalowych, które techniką klejenia pokryto poszyciem aluminiowym. Każdy człon pojazdu ma dwie pary drzwi o prześwicie 1300 mm na stronę, pod którymi znajdują się wysuwane stopnie. Człony są ze sobą połączone z wykorzystaniem wózków wspólnych, co uniemożliwia skracanie i wydłużanie składu w warunkach eksploatacyjnych. Na obu końcach pojazdu zamontowano sprzęg typu ESW Talent, który umożliwia połączenie do trzech pojazdów tego samego typu i jazdę w trakcji wielokrotnej. Możliwość ta jest jednak tylko hipotetyczna, gdyż wyprodukowano tylko jeden egzemplarz.

### Przestrzeń pasażerska

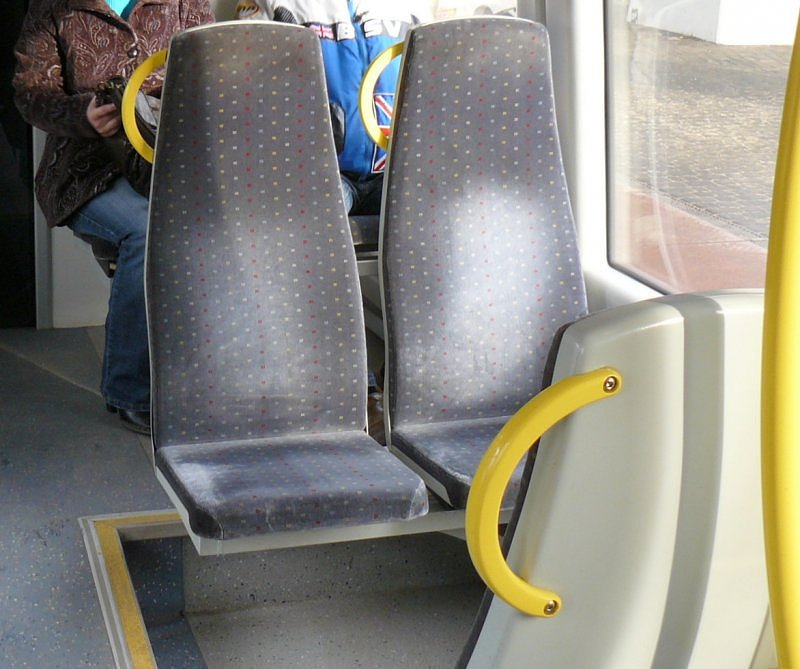
Fotele w ED59-01

W większości przestrzeni pasażerskiej zastosowano wandaloodporne siedzenia w układzie 2+2 z przejściem na środku pomiędzy nimi. Inne rozplanowanie wnętrza występuje w okolicach toalet, które wykonano w systemie zamkniętym i zlokalizowano w członach skrajnych. Jedna z nich jest przystosowana do osób niepełnosprawnych i znajdują się przy niej miejsca z pasami do przypięcia wózków inwalidzkich, natomiast przy drugiej zamontowano siedzenia odchylne. W jednym wagonie skrajnym są 54 miejsca stałe, w wagonie środkowym 64, a w drugim wagonie skrajnym jest 39 miejsc stałych i 4 odchylne.
Drzwi wejściowe wyposażono w przyciski indywidualnego otwierania aktywne po odblokowaniu przez maszynistę oraz sygnał zamykania. Dodatkowo na 1/4 wysokości wejść umieszczono fotokomórki działającą na podczerwień uniemożliwiające przytrzaśnięcie podróżnych. Przedsionki wejściowe wyposażono w wiatrołapy wykonane z laminatu i szkła. Zamontowano na nich rączkę hamulca bezpieczeństwa, dźwignię awaryjnego otwierania drzwi, urządzenia interkomu, śmietniczkę i uchwyty dla osób stojących.
Pojazd wyposażony jest w układ klimatyzacji produkcji Thermo King, którego kanały doprowadzające podgrzane lub schłodzone powietrze są umieszczone pod wykładziną sufitu. Ponadto we wnętrzu jednostki zamontowany jest wizyjny i głosowy system informacyjny, 10 kamer monitoringu oraz czujniki dymu.

### Kabina maszynisty
Zespół ma dwie kabiny maszynisty umieszczone na każdym z jego końców.
Kabina jest wyposażona w usytuowany centralnie pulpit sterowniczy typowy dla pojazdów Pesy. Jest on wyposażony w przyciski i dźwignie służące do obsługi pojazdu oraz ekrany ciekłokrystaliczne, na których wyświetlane są na bieżąco parametry jazdy i stan techniczny pojazdu oraz lokalizacja pozyskana dzięki systemowi Global Positioning System. Dane te ponadto są zapisywane przez cyfrowy rejestrator parametrów w pamięci wewnętrznej, których odczyt i analiza są możliwe po przeniesieniu na komputer zewnętrzny. Na lewej ścianie podstawy pulpitu znajduje się radiotelefon Koliber wyprodukowany przez Radionikę. Przed pulpitem zainstalowano fotel marki Isri, natomiast na ścianie po jego lewej stronie umieszczono składane siedzenie. Boczne okna są otwierane.
Do kabiny od strony przedziału pasażerskiego prowadzi korytarz, który jest zamykany drzwiami z hartowanego szkła. Po jego bokach znajdują się szafy z aparaturą elektryczną.

### Wózki i napęd
Acatus jest oparty na czterech wózkach produkcji Pesy. Dwa wózki skrajne to wózki napędne typu 22MN, a dwa wózki środkowe to toczne wózki Jakobsa typu 35AN. Baza wszystkich wózków wynosi 2500 mm, a średnica wszystkich kół to 840 mm. Rozstaw czopów skrętu wynosi 18 000 mm.
Pojazd jest drugim po 13WE polskim EZT wyposażonym w napęd asynchroniczny oraz pierwszym EZT z takim napędem na napięcie 3000 V DC. Jego napęd stanowią cztery silniki asynchroniczne typu DKLBZ 3112-4A o mocy 500 kW każdy produkcji VEM Sachsenwerk. Są one umieszczone parami na każdym z dwóch wózków napędnych. Każdy z silników jest zasilany z indywidualnego trójfazowego falownika trakcyjnego typu FT500-3000 wyprodukowanego przez Medcom w technologii IGBT. Do każdego zespołu silnik-falownik jest dołączony zespół rezystora hamowania typu RH500-30000 współpracujący bezpośrednio z falownikiem. W układzie napędowym zastosowano ponadto przetwornice statyczne typu PSM60 Medcomu oraz wyłącznik szybki UR6 produkcji Secheron. Moment obrotowy jest przenoszony na osie zestawów kołowych za pomocą przekładni trakcyjnych typu SZH-535 przedsiębiorstwa Voith. Całość jest sterowana w technologii DSP.

## Eksploatacja
| Państwo | Przewoźnik                                                                          | Liczba sztuk | Oznaczenie | Okres eksploatacji              |                      |
| ------- | ----------------------------------------------------------------------------------- | ------------ | ---------- | ------------------------------- | -------------------- |
| Polska  | PKP Przewozy Regionalne (do 8 grudnia 2009) Przewozy Regionalne (od 8 grudnia 2009) | 1            | ED59-01    | 29 maja 2006 - 30 kwietnia 2016 | [ 13 ] [ 29 ] [ 30 ] |

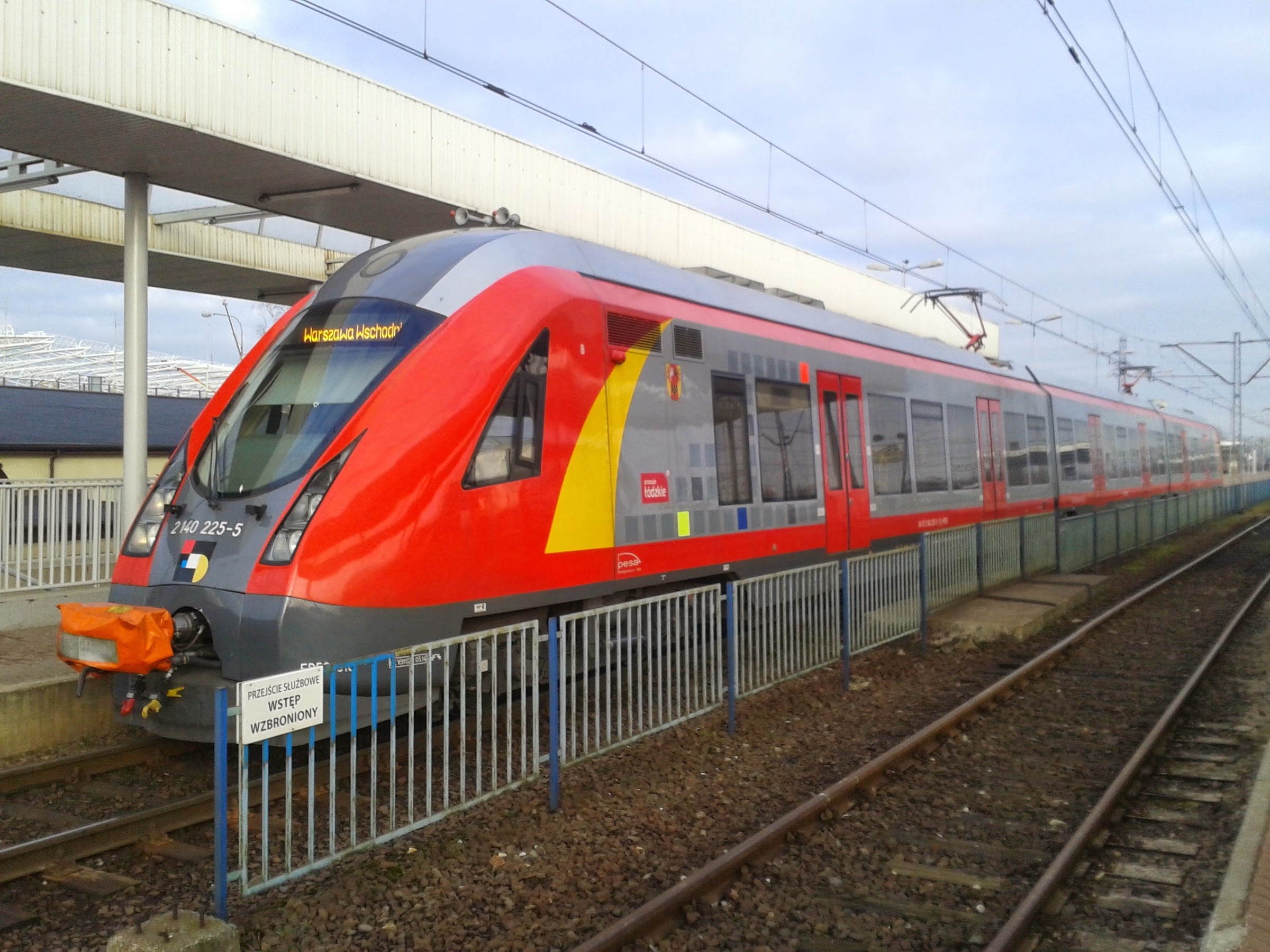
ED59 w nowych barwach województwa łódzkiego

29 maja 2006 Acatus został uroczyście przekazany spółce PKP Przewozy Regionalne, po czym jednostka została skierowana do obsługi tras w macierzystym województwie. Były to głównie połączenia Łódź Fabryczna – Skierniewice i Łódź Fabryczna – Sieradz, a ponadto skład można było spotkać również m.in. na trasie Łódź Kaliska – Kutno. 1 czerwca 2009 pojazd rozpoczął obsługę trzech par połączeń Interregio dziennie na trasie Łódź Fabryczna – Warszawa Wschodnia.
W drugiej połowie 2011 jednostkę odstawiono na terenie bazy Łódzkiego Zakładu Przewozów Regionalnych w Idzikowicach ze względu na brak naprawy rewizyjnej. W marcu 2013 naprawę tę zlecono bezprzetargowo Pesie jako jedynemu zakładowi mogącemu ją wykonać. Miała ona potrwać miesiąc, ale ostatecznie nie została zrealizowana. W czerwcu zapowiedziano, że naprawa potrwa do lipca, ale ponownie nie doszła ona do skutku ze względu na przedłużające się negocjacje co do warunków i zakresu remontu. W międzyczasie zmianie uległ sposób finansowania naprawy, za którą początkowo Przewozy Regionalne miały zapłacić ze środków własnych, ale ostatecznie otrzymały na ten cel dofinansowanie ze środków wojewódzkich. W grudniu 2013 pojazd trafił do zakładu producenta na naprawę, podczas której został on przemalowany w nowe barwy województwa łódzkiego oraz doposażony w Wi-Fi i automaty biletowe. Pierwotnie miał on powrócić do służby w kwietniu 2014, rok po pierwszym planowanym terminie. Następnym terminem był 2 czerwca 2014, jednak tamtego dnia jednostka popsuła się kilkaset metrów przed peronem i podjęciem pasażerów. Ostatecznie skład wrócił na szlak 5 czerwca i został skierowany do obsługi relacji Łódź – Skierniewice.
30 kwietnia 2016 wygasło dopuszczenie do ruchu wydane przez Urząd Transportu Kolejowego, w związku z czym pojazd sprawny technicznie został odstawiony. W czerwcu rozpoczęto procedurę homologacyjną. Skład został przekazany Pesie, która zleciła przeprowadzenie niezbędnych badań Instytutowi Pojazdów Szynowych „Tabor”. W lipcu 2017 procedura trwała nadal i łódzki urząd marszałkowski poinformował, że prace prowadzące do wydania nowego dokumentu są zaawansowane. 2 kwietnia 2020 zarząd województwa łódzkiego podjął uchwałę odnośnie do sprzedaży ED59-01, a w maju 2021 media poinformowały, że pojazd został odkupiony przez producenta.